# Sevsk
Sevsk (rusky Севск) je město v Brjanské oblasti v Ruské federaci. Při sčítání lidu v roce 2010 měl přes sedm tisíc obyvatel. 

## Poloha a doprava
Sevsk leží na západním břehu Sevu, přítoku Něruzy v povodí Děsny. Od Brjansku, správního střediska oblasti, je vzdálen přibližně 150 kilometrů jižně.
Přes západní okraj města prochází dálnice M3 z Moskvy přes Brjansk k rusko-ukrajinské hranici s pokračováním dále na Kyjev.

## Dějiny
Sevsk se nachází v historické oblasti Severie. První zmínka o něm je z roku 1146, kdy se sídlo nazývalo Sevsko podle zdejší řeky a patřilo pod Černigovské knížectví. 
Od roku 1356 patřilo k Litevskému velkoknížectví a od roku 1500 k Moskevskému velkoknížectví.
V roce 1778 se Sevsk stal městem.
Během ruské občanské války se o Sevsk bojovalo v roce 1919 v rámci Orelsko-kromské operace, kdy Sevsk nejprve dobyla 29. října Dobrovolnická armáda a následně jej 6. listopadu dobyla Rudá armáda.
Za druhé světové války byl Sevsk 1. října 1941 dobyt německou armádou a 2. března 1943 jej dobyly zpět jednotky Středního frontu Rudá armády. Německá armáda jej dobyla zpět 27. března a pak jej natrvalo dobyly zpět jednotky Rudé armády 27. srpna 1943.

### Rodáci
- Ivan Georgijevič Petrovskij (1901–1973), matematik, rektor Lomonosovovy univerzity